# Lijst van Alkmaarders
Deze lijst van Alkmaarders betreft bekende personen die in de Nederlandse stad Alkmaar zijn geboren of hebben gewoond.

## A

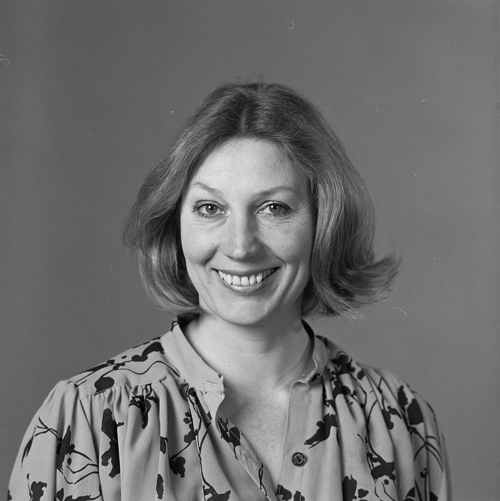
Actrice Marlies van Alcmaer

- Christianus van der Aa (1718-1793), luthers predikant
- Mohammed Ajnane (1991), voetballer
- Marlies van Alcmaer (1938), actrice
- Sander van Amsterdam (1988), acteur
- Nicolaas Anslijn (1777-1838), auteur
- Adriaen Anthonisz (1541-1620), burgemeester van Alkmaar, wiskundige, vestingbouwkundige en cartograaf

## B
- Yusuf Barası (2003), voetballer
- Ansje Beentjes (1950), actrice
- Carel Beke (1913-2007), schrijver
- Cartograaf Willem Jansz. BlaeuJan Belonje (1899-1966), historicus

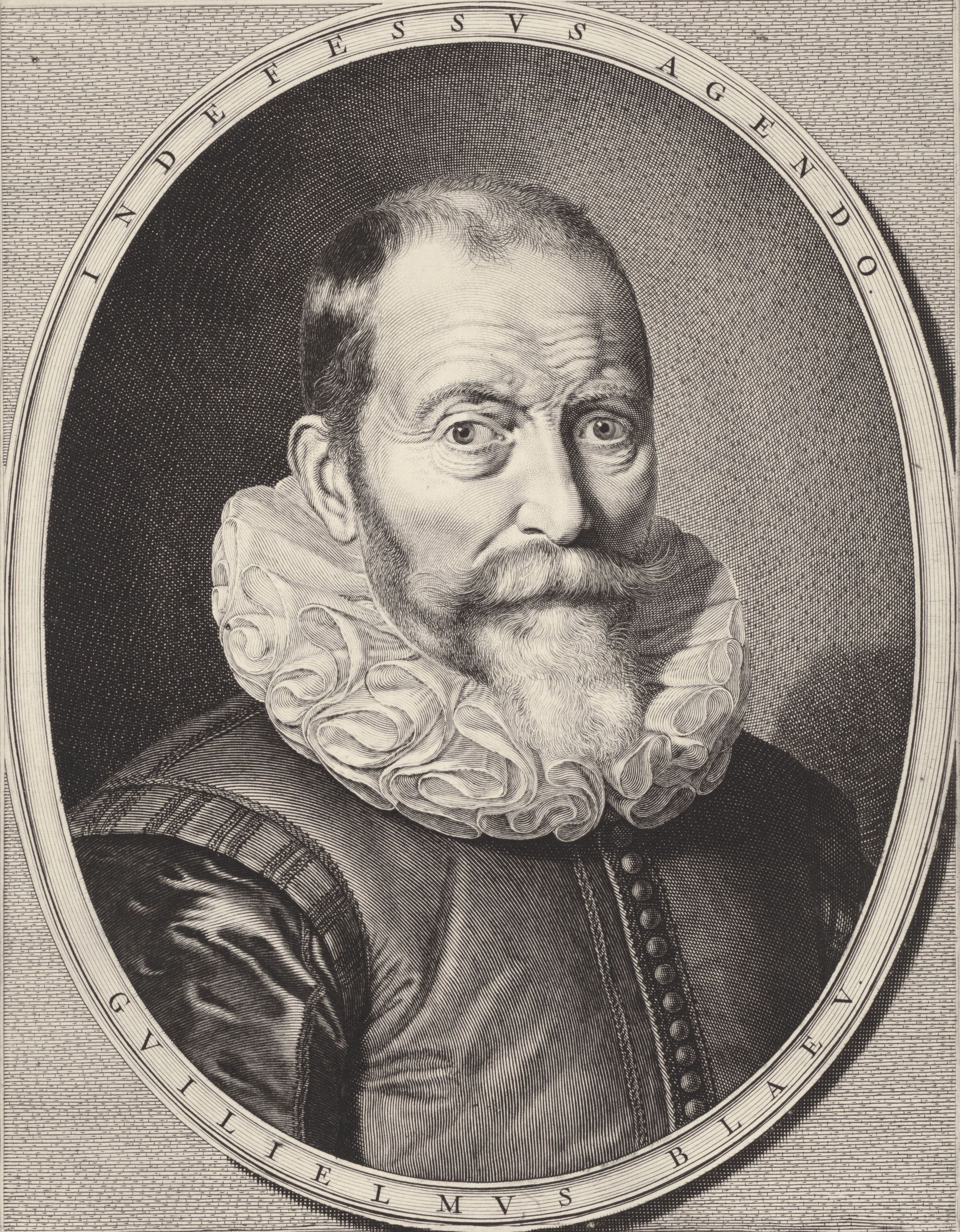
Cartograaf Willem Jansz. Blaeu

- Arie van den Berg (1948), schrijver
- George ten Berge (1825-2875), kunstschilder
- H.C. ten Berge (1938), dichter
- Jan van den Bergh (1587-1660), kunstschilder
- Matthijs van den Bergh (1618-1687), kunstschilder
- Herman Berghuis (1983), zanger
- Jan Berkhout (1930-2019), CDA-burgemeester
- Cees Berkhouwer (1919-1992), VVD-politicus
- Anne van der Bijl (1928-2022), christelijk zendeling
- Willem Blaeu (1571-1638), cartograaf
- Jan Theunisz. Blanckerhoff (1628-1669), kunstschilder
- Mies Bloch (1907-1999), tekenaar en illustrator
- Karin Bloemen (1960), cabaretière en zangeres
- Kees Boeke (1884-1966), pedagoog
- Pieter Boelmans ter Spill (1886-1954), voetballer
- Thom de Boer (1991), zwemmer
- Zanger Marco BorsatoDaan Boerlage (1997), voetballer

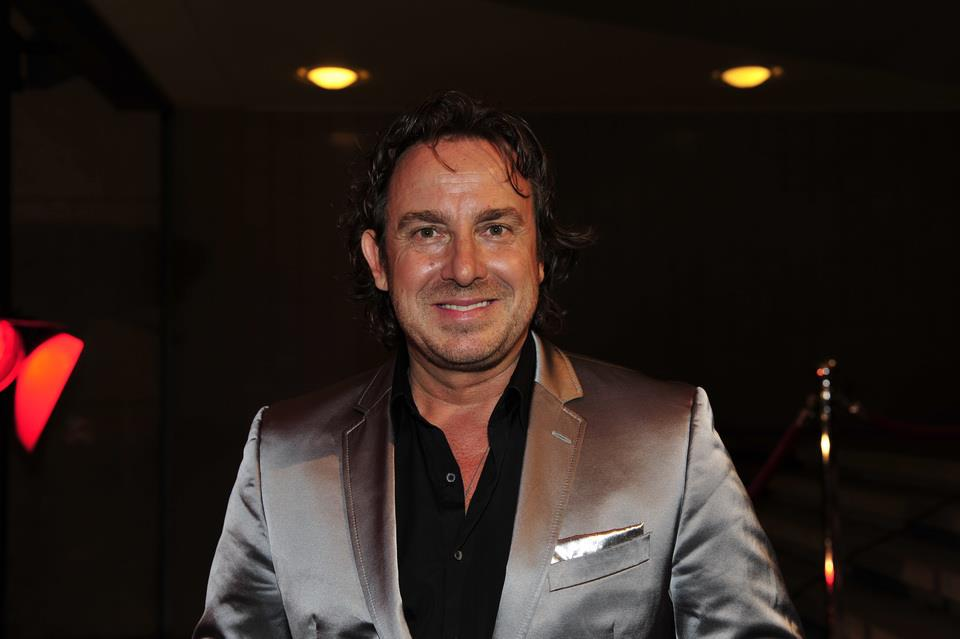
Zanger Marco Borsato

- Klaas Boot jr. (1927-2003), turner en sportverslaggever
- Chaira Borderslee (1975), zangeres, danseres en actrice
- Marco Borsato (1960), zanger
- Geertruida Bosboom-Toussaint (1812-1886), schrijfster
- Willem Bosman (1906-1994), KVP-politicus
- Caspar Bottemanne (1823-1903), rooms-katholiek bisschop
- Inge Boulonois (1945-2024), dichter
- Nico Brandsen (1960-2024), toetsenist
- Edwin Brienen (1971), regisseur
- YouTuber Rick BroersRick Broers (1995), YouTuber

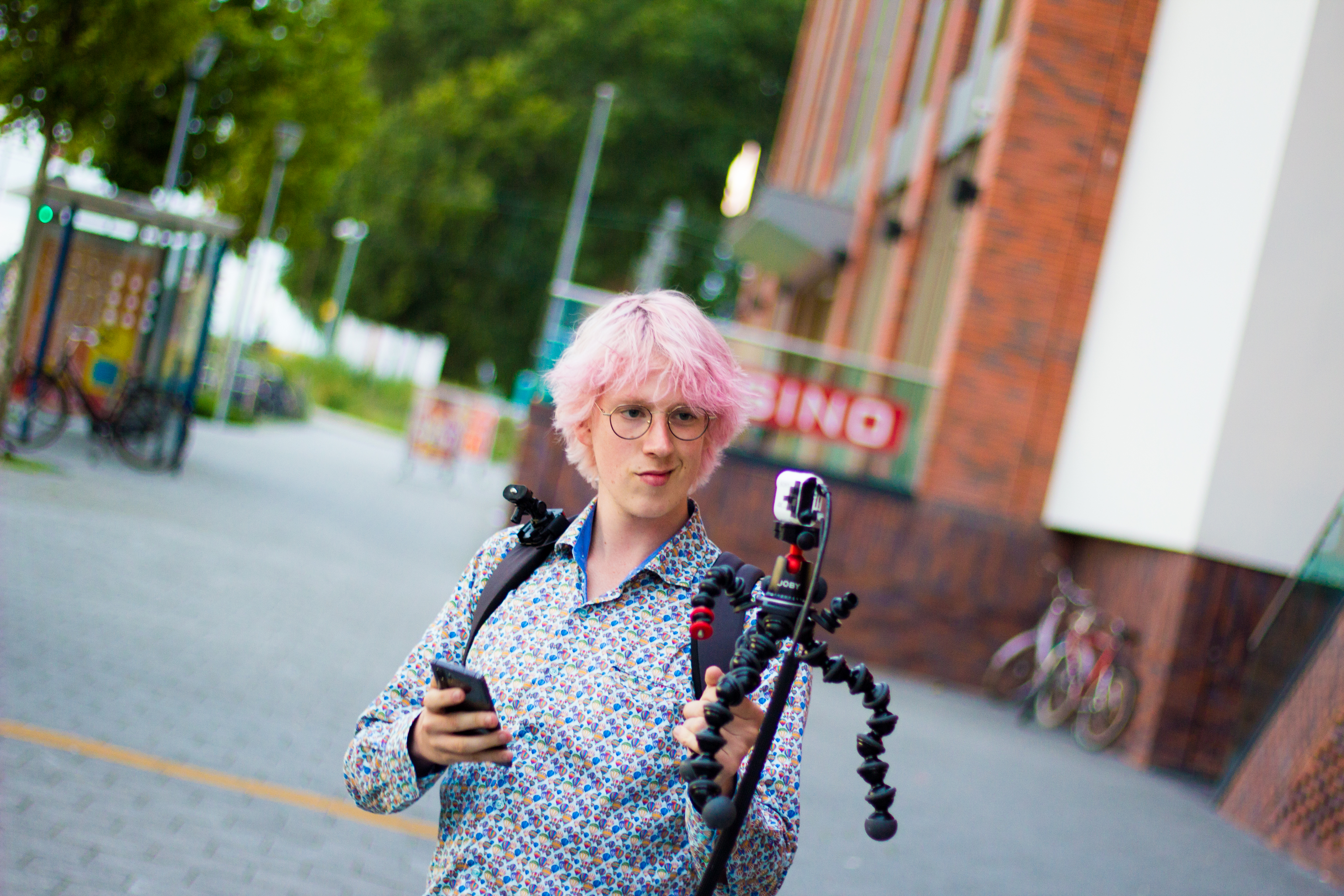
YouTuber Rick Broers

- Mascha ten Bruggencate (1972), D66-politica
- Cornelis Willem Bruinvis (1829-1922), auteur
- Jan Budding (1922-1988), kunstschilder en graficus
- Tom Budgen (1985), worstelaar

## C
- Patrick Cammaert (1950), generaal-majoor van de Korps Mariniers
- André Carrell (1911-1968), conferencier
- Rudi Carrell (1934-2006), komiek en presentator

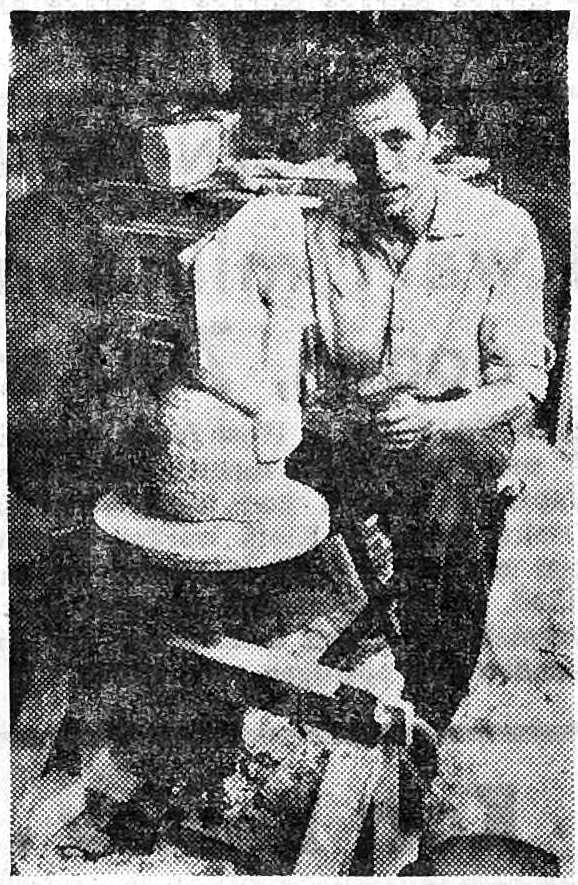
Beeldhouwer Willem Commandeur

- Beeldhouwer Willem CommandeurWillem Commandeur (1919-1966), beeldhouwer, kunstschilder en tekenaar
- Tim Cornelisse (1978), voetballer
- Yuri Cornelisse (1975), voetballer
- Herman Coster (1865-1899), advocaat
- Anthonie Jansz. van der Croos (1606-1662), kunstschilder

## D
- Sybilla Dekker (1942), VVD-politicus
- Jan Derksen, (1932-2004), operazanger
- Antoon Dorregeest (1880-1946), gewichtheffer
- Cornelis Drebbel (1572-1633), uitvinder

## E
- Simon Eikelenberg (1663-1738), historicus
- René Eljon (1953), acteur
- Birgit Ente (1988), judoka
- Allaert van Everdingen (1617-1675), kunstschilder
- Caesar van Everdingen (1616/1617-1678), kunstschilder

## F

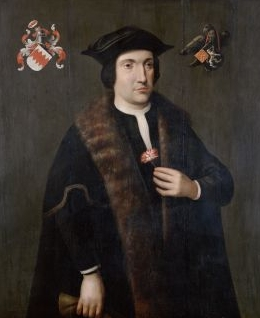
Alkmaars schepen Jorden van Foreest

- Alkmaars schepen Jorden van ForeestWillem de Fesch (1687-1761), componist
- Cornelis van Foreest (1756-1825), politicus
- Cornelis van Foreest (1817-1875), politicus
- Dirk van Foreest (1792-1833), politicus
- Jorden van Foreest (voor 1482-1509), schepen van Alkmaar
- Jorden van Foreest (1494-1559), schepen van Alkmaar
- Pieter van Foreest (1521-1597), medicus
- Pieter van Foreest (1845-1922), politicus

## G
- Johannes Geelkerken (1879-1960), predikant en theoloog
- Henk Geels (1942-2010), artiestenmanager
- Bas Giling (1982), wielrenner
- Wouter van der Goes (1973), diskjockey
- David Granaat (1914-2005), arts-endocrinoloog en kunstschilder

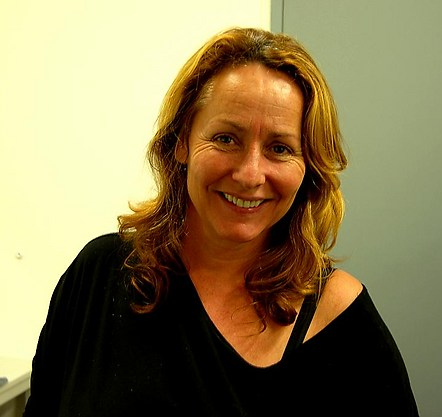
Zangeres Angela Groothuizen

- Zangeres Angela GroothuizenAngela Groothuizen (1959), zangeres en presentatrice
- Nycke Groot (1988), handbalster
- Pleun Groot (2006), voetbalster
- Bram de Groot (1974), wielrenner
- Johan Remmet de Groot (1918-1987), bibliothecaris

## H
- Jacoba G. van Haersolte-de Lange (1897-1974), kunstschilder
- Yvonne Hak (1986), atlete
- Hanny (1956), zangeres
- Isaac Haringhuysen (1640-1692), astronoom en cartograaf
- Wesley Harms (1984), darter
- Jan Hazelhorst (1777-1845), bestuurder

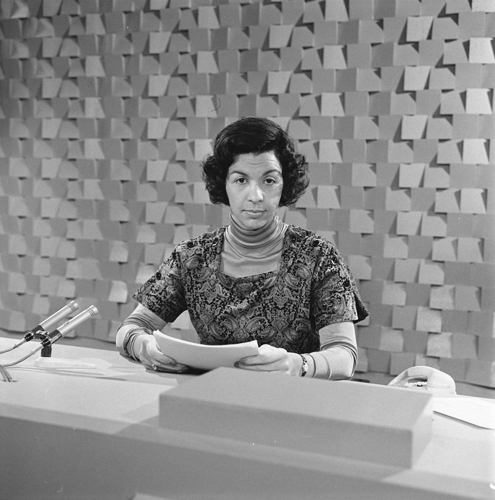
Nieuwslezeres Eugènie Herlaar

- Nieuwslezeres Eugènie HerlaarClaes Dircksz. van der Heck (ca. 1595-1649), kunstschilder
- Claes Jacobsz. van der Heck (1575-1652), kunstschilder
- Quinten van den Heerik (2002), voetballer
- Bart Heller (1971), GroenLinks-politicus
- Eugènie Herlaar (1939-2004), nieuwslezeres
- Yvonne Hijgenaar (1980), wielrenster
- Sophie Hilbrand (1975), presentatrice en actrice
- Wesley Hoedt (1994), voetballer
- Rob Hoogland (1950), journalist en columnist
- Melanie van der Horst (1984), D66-politica

## I
- Gijs IJlander (1947-2024), schrijver

## J

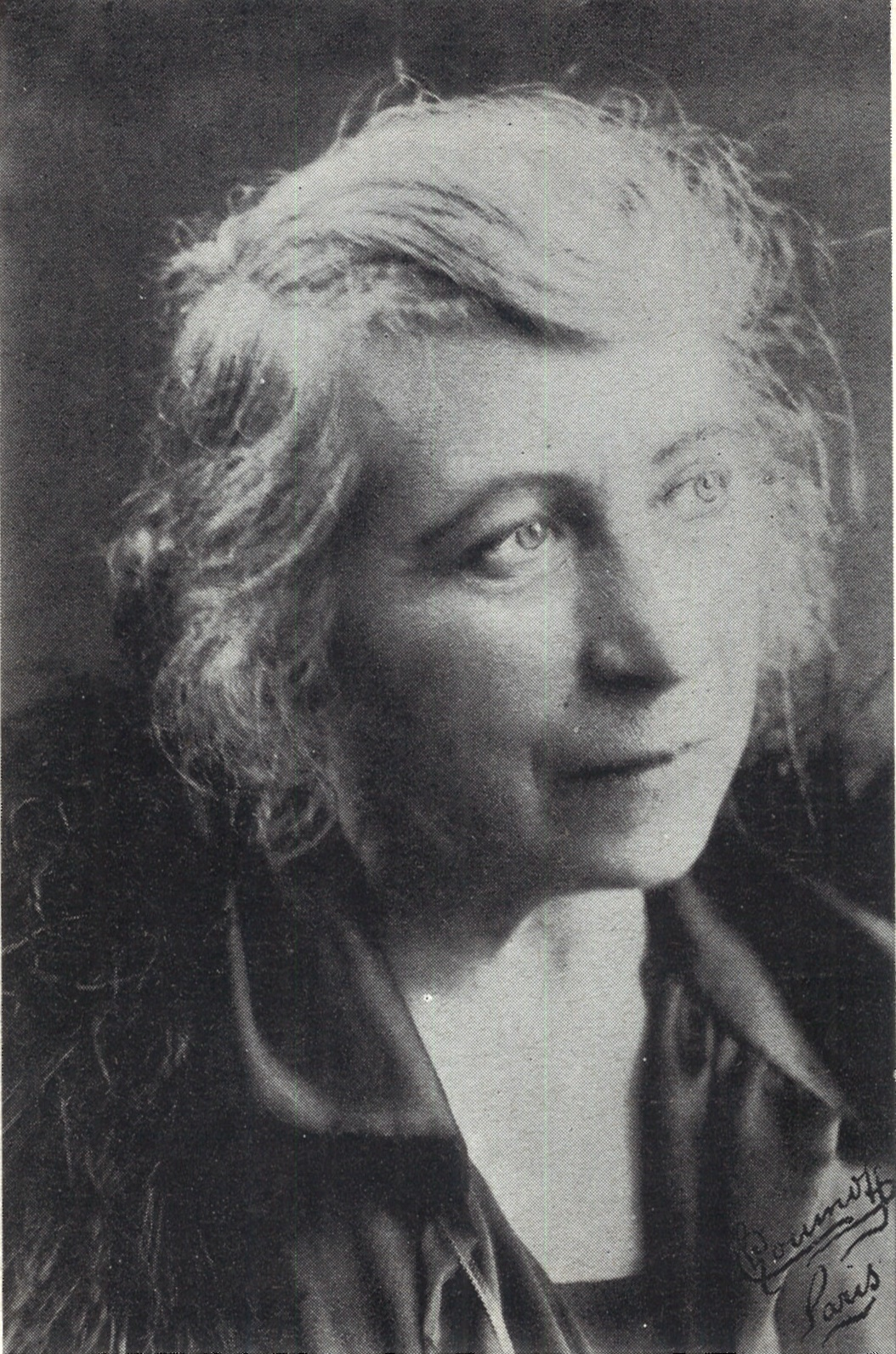
Schrijfster Cécile de Jong van Beek en Donk

- Schrijfster Cécile de Jong van Beek en DonkGerard Joling (1960), zanger
- Cécile de Jong van Beek en Donk (1866-1944), schrijfster
- Steven de Jongh (1973), wielrenner en ploegbaas
- Nic Jonk (1928-1994), beeldend kunstenaar
- Lucas Jonker (1873-1948), schrijver

## K
- Willem van der Kaay (1831-1918), rechter en politicus
- Milicia Keijzer (2003), voetbalster
- Johannes Kinnema (-1673), houtsnijder
- Pieter Kluitman (1838-1913), uitgever
- Nel Kluitman (1906-1990), kunstschilder, tekenaar en beeldhouwer
- Rami Kooti Arab (2005), acteur
- Alain Krijnen (1980), burgemeester
- Hendrik Dirk Kruseman van Elten (1829-1904), kunstschilder

## L
- Cornelia de Lange (1871-1950), kinderarts
- Kathinka Lannoy (1917-1996), schrijfster
- Maurice Lede (1986), televisiepresentator

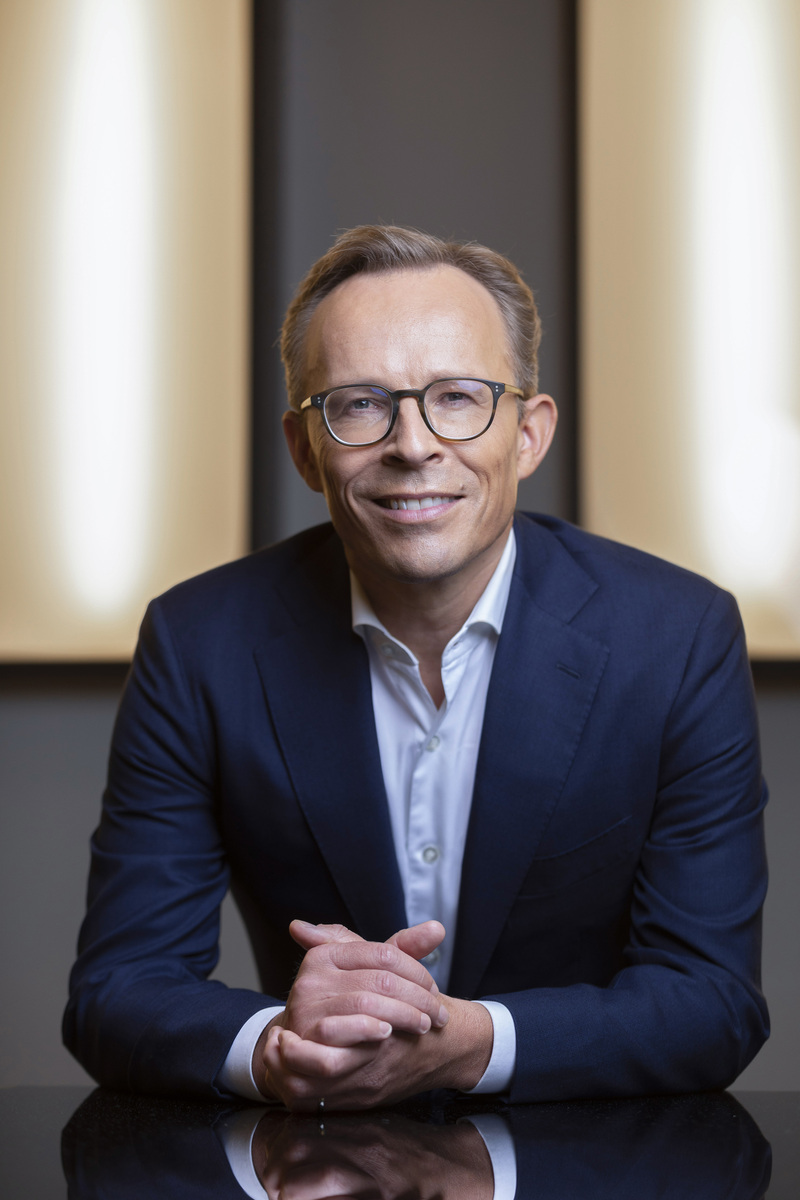
Politicus Maurice Limmen

- Politicus Maurice LimmenJakko Jan Leeuwangh (1972), schaatser
- Robin Leféber (1982), discjockey
- Maurice Limmen (1972), bestuurder en CDA-politicus
- Nel Lind (1913-1997), verzetsstrijdster

## M
- Harald de Man (1973), alpineskiër
- Hellen van Meene (1972), fotografe
- Haye Mensonides (1814-1881), politicus
- Adriaan Metius (1571-1635), astronoom en wiskundige
- Jacob Metius (1580-1628), instrumentenmaker
- Tess Milne (1988), presentatrice
- Odile Moereels (1880-1964), verzetsstrijdster en verpleegkundige
- Chantal Molenkamp (1990), zwemster
- Henk van Montfoort (1931-2002), presentator en muzikant
- Irene Moors (1967), presentatrice

## N

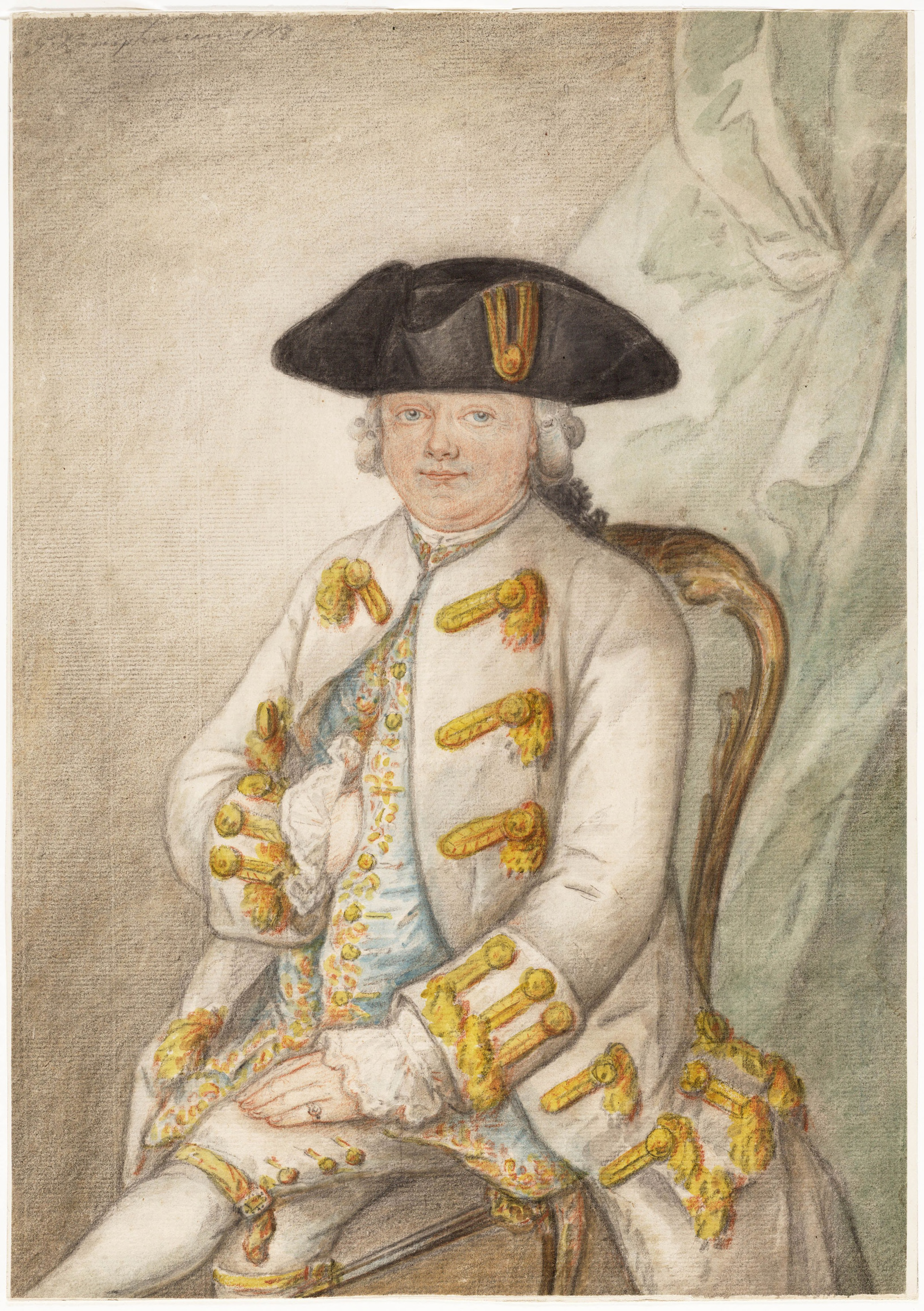
Burgemeester Wigbold Adriaan van Nassau

- Burgemeester Wigbold Adriaan van NassauWigbold Adriaan van Nassau (1729-1797), burgemeester van Alkmaar
- Sandra Nieuwveen (1969), softbalster en ondernemer

## O
- Levi Opdam (1996), voetballer
- Giovanca Ostiana (1977), zangeres
- Hamza Othman (1998), acteur
- Harm Ottenbros (1943-2002), wielrenner
- Dirk Oudes (1895-1969), kunstschilder
- Jaap Oudes (1926-1998), tekenaar
- J. Henri Oushoorn (1871-1941), musicus
- Thomas Ouwejan (1996), voetballer

## P
- Ida Peerdeman (1905-1996), rooms-katholiek zieneres
- Alfred Peet (1920-2007), koffiebrander
- Reinier van Persijn (1615-1668), kunstschilder en graveur
- Sietske van Peursem (1993), actrice en danseres

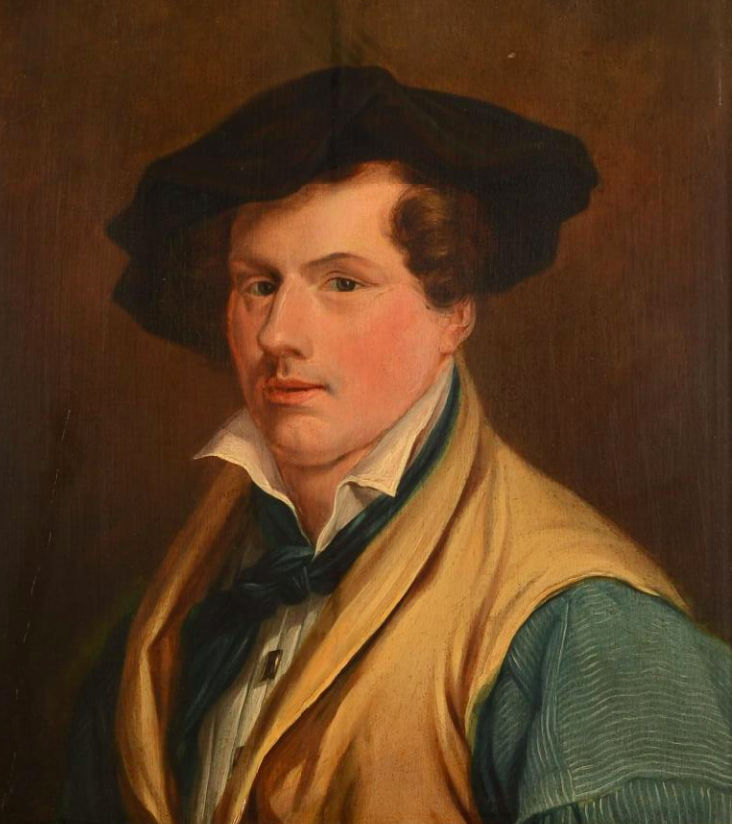
Kunstschilder Pieter Plas

- Kunstschilder Pieter PlasPieter Plas (1810-1853), kunstschilder
- Jaap Postma (1954), acteur, regisseur en toneelschrijver
- Jos Punt (1946), rooms-katholiek bisschop van Haarlem-Amsterdam
- Laurens Punt (1918-1944), Engelandvaarder
- Jan Pynas (1583-1631), kunstschilder

## Q
- Dick Quax (1948-2018), atleet

## R
- Nick Renooij (1981), televisiepresentator
- Ruben Reus (1984), kunstschaatser
- Misha de Ridder (1971), fotograaf
- Ben Rienstra (1990), voetballer
- Daan Rienstra (1992), voetballer

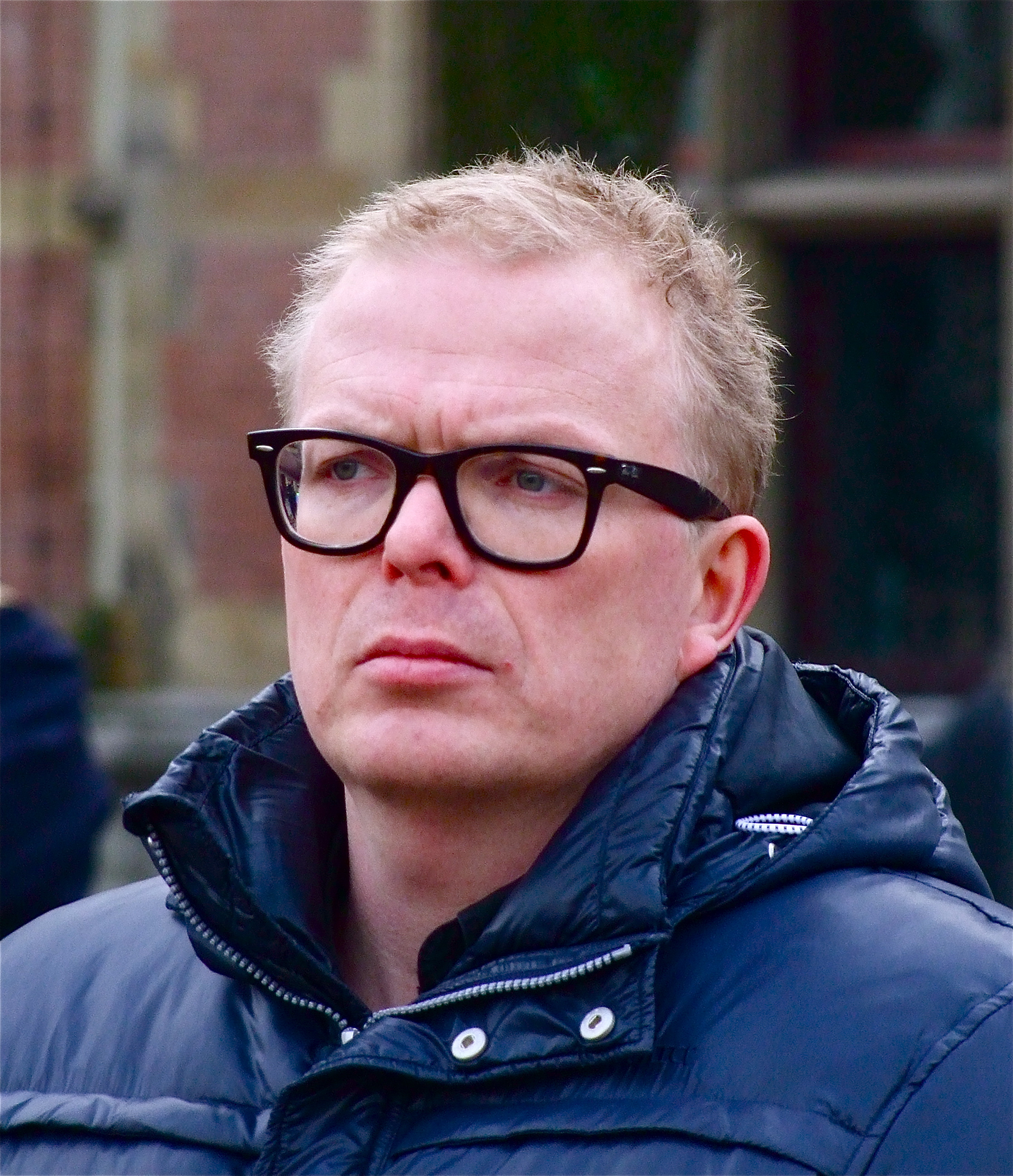
Opiniemaker Jan Roos

- Opiniemaker Jan RoosJan Roos (1977), journalist en opiniemaker
- Josée Ruiter (1947), actrice

## S
- Jasper Schendelaar (2000), voetballer
- Dick Schenkeveld (1934-2021), classicus
- Johan Schilstra (1915-1998), historicus
- Willy Schmidt (1926-2020), voetballer
- Anja Schouten (1968), burgemeester van Alkmaar
- Ronald Schröer (1984), atleet
- Nel Schuttevaêr-Velthuys (1903-1996), schrijfster
- Nico Schuyt (1922-1992), componist
- Marianne Selleger (1961), zangeres
- Tom Six (1973), filmregisseur
- Gerrie Slot (1954), wielrenner
- Schrijfster Nel Schuttevaêr-VelthuysNoëlle Smit (1972), illustratrice

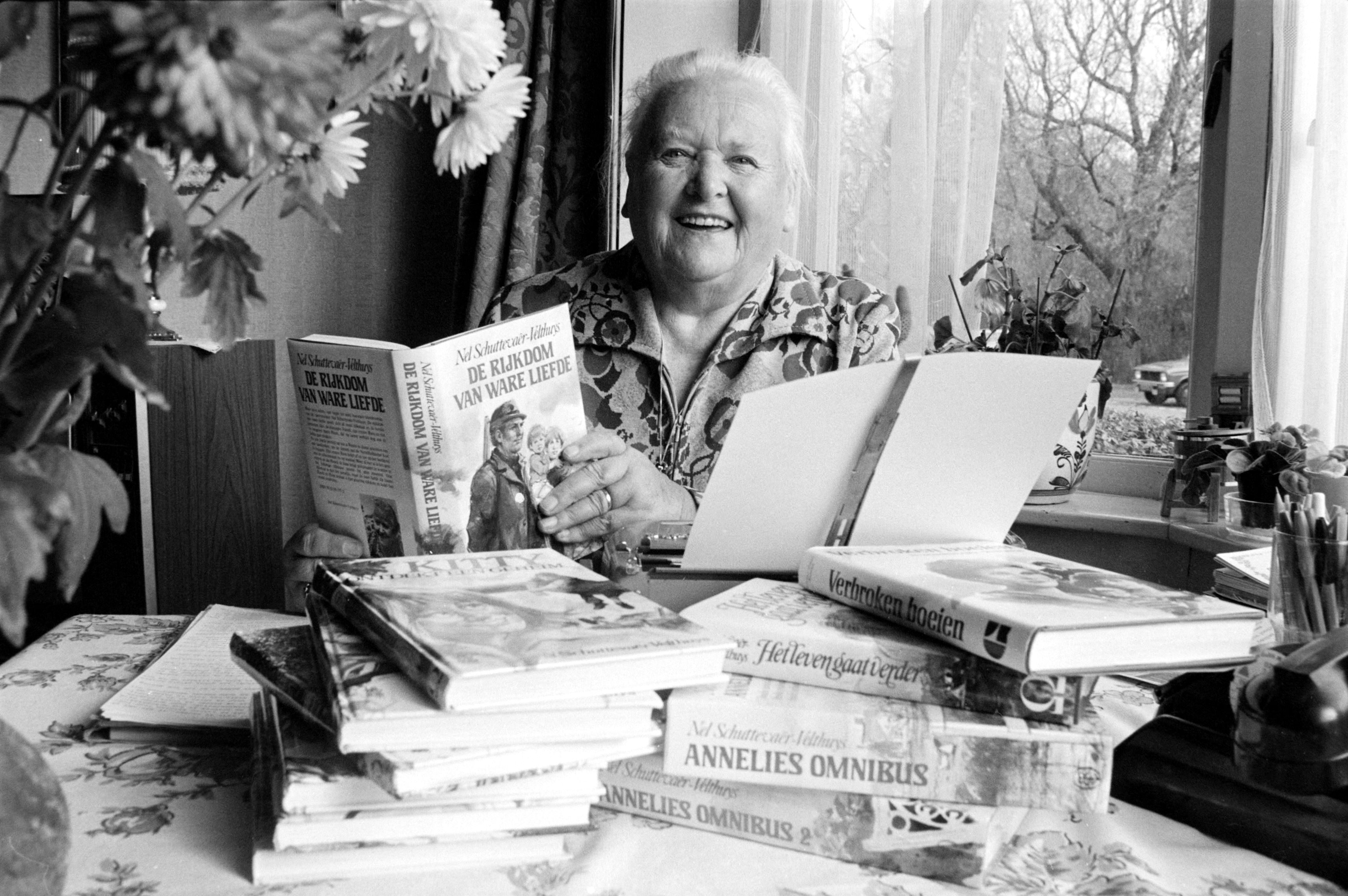
Schrijfster Nel Schuttevaêr-Velthuys

- Dirk Smorenberg (1883-1960), kunstschilder
- Mark Snijders (1972), voetballer
- Gerardo Soto y Koelemeijer (1975), schrijver
- Hendrik Laurensz. Spiegel (1549-1612), taalwetenschapper, filosoof en dichter
- Stijn Spierings (1996), voetballer
- Gijs Staverman (1966), televisiepresentator en radio-dj
- Twan van Steenhoven (1985), rapper en producer
- Martin Stoker (ca. 1972), stemacteur
- Yori Swart (1989), singer-songwriter

## T
- Voetballer Kenneth TaylorKenneth Taylor (2002), voetballer

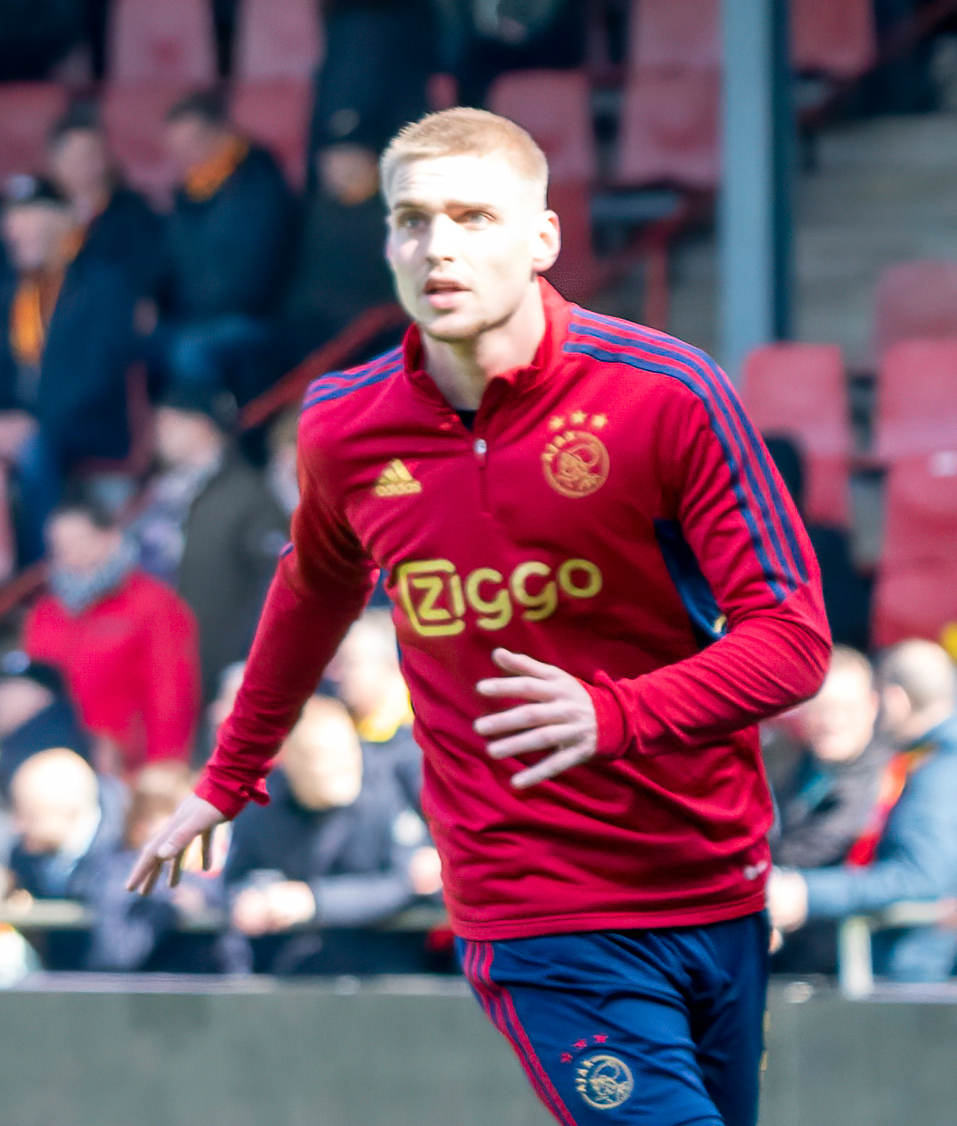
Voetballer Kenneth Taylor

- Ludovicus Theissling (1856-1925),  magister-generaal van de orde der Dominicanen (OP)
- Henriëtte Tol (1953), actrice
- Jorén Tromp (1988), atleet

## V
- Melissa Venema (1995), trompettiste
- Suzanne Venneker (1959), zangeres
- Jochem Verberne (1978), roeier
- Arno Vermeulen (1960), sportjournalist
- Koen Verweij (1990), schaatser
- Rudi Vis (1941-2010), Brits politicus
- Sophie Vlaanderen (1905-1995), fotografe
- Tonny Vlaanderen (1901-1993), fotografe
- Michel Vonk (1968), voetballer en voetbaltrainer
- Herman de Vries (1931), beeldend kunstenaar

## W

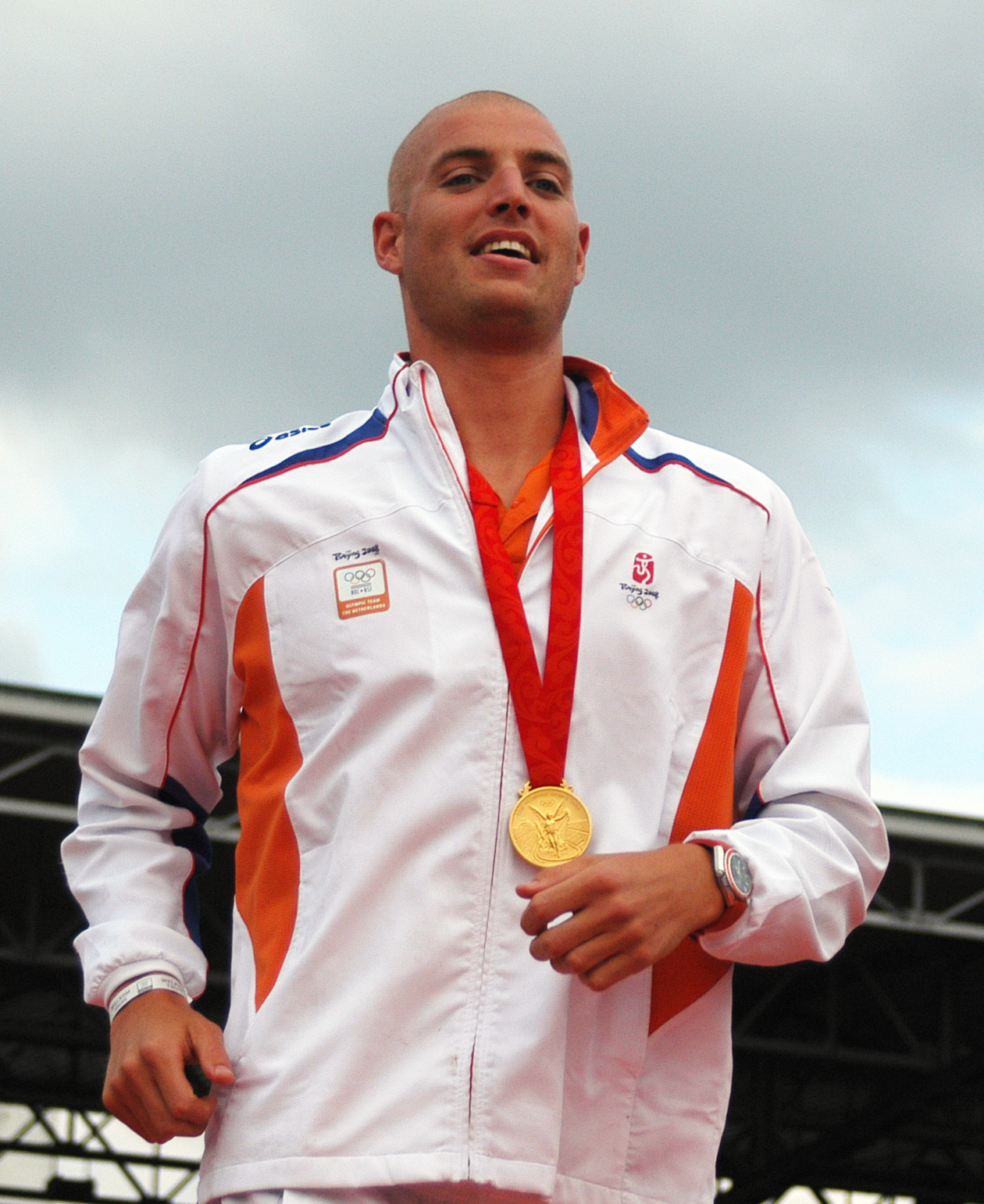
Openwaterzwemmer Maarten van der Weijden

- Openwaterzwemmer Maarten van der WeijdenJacobus Waben (ca. 1575-ca. 1641), kunstschilder
- Bo op de Weegh (2005), voetbalster
- Willem Carel Wendelaar (1882-1967), burgemeester van Alkmaar
- Maarten van der Weijden (1981), zwemmer
- Truus Wijsmuller-Meijer (1896-1978), verzetsstrijdster
- Jan Wils (1891-1972), architect
- Emanuel de Witte (1617-1692), kunstschilder
- Sem Wokke (1952), voetballer
- Piet Worm (1909-1996), beeldend kunstenaar
- Anne-Marie Worm-de Moel (1950), CDA-politicus
- Ans Wortel (1929-1996), kunstenares

## Z
- Joost Zwagerman (1963-2015), schrijver
- Frans Zwartjes (1927-2017), filmproducent en kunstenaar